# Melomys aerosus
Melomys aerosus  (Thomas, 1920) è un roditore della famiglia dei Muridi endemico dell'isola di Seram.

## Descrizione

### Dimensioni
Roditore di medie dimensioni, con la lunghezza della testa e del corpo tra 150 e 160 mm, la lunghezza della coda tra 125 e 138 mm, la lunghezza del piede tra 31 e 34 mm e la lunghezza delle orecchie tra 16 e 18 mm.

### Aspetto
La pelliccia è densa e fine. Le parti superiori sono color rame scuro, assai variabile nella tonalità e spesso con riflessi color ruggine sul fondo-schiena, mentre le parti ventrali sono scarsamente più chiare, con la base dei peli color ardesia. Le zampe sono marroni e ricoperte finemente di peli sulle giunture. La coda è più corta della testa e del corpo, uniformemente bruno-nerastra, con circa 13 anelli di scaglie per centimetro, ognuna corredata da 3 peli.

## Biologia

### Comportamento
È una specie arboricola. Scende sul terreno per nutrirsi.

## Distribuzione e habitat
Questa specie è endemica dell'isola di Seram, Isole Molucche centrali.
Vive nelle foreste pluviali primarie tra 650 e 1.830 metri di altitudine, sebbene due individui siano stati catturati in una piantagione di banane nel 1987.

## Conservazione
La IUCN Red List, considerato l'areale limitato e il continuo declino nella qualità del proprio habitat, classifica M.aerosus come specie in pericolo (EN).